# Грычко, Анджей
Анджей Грычко (пол. Andrzej Gryczko; 12 мая 1968) — польский гребец-байдарочник, выступал за сборную Польши в первой половине 1990-х годов. Дважды серебряный призёр чемпионатов мира, победитель многих регат национального и международного значения.

## Биография
Анджей Грычко родился 12 мая 1968 года. Активно заниматься греблей начал в раннем детстве, проходил подготовку в спортивных клубах города Гожув-Велькопольский. В 1988 и 1989 годах дважды подряд становился чемпионом Польши в зачёте четырёхместных байдарок на дистанции 10000 метров.
Первого серьёзного успеха на взрослом международном уровне добился в 1990 году, когда попал в основной состав польской национальной сборной и побывал на домашнем чемпионате мира в Познани, откуда привёз награду серебряного достоинства, выигранную в четвёрках на десяти километрах — в решающем заезде его экипаж, куда также вошли гребцы Анджей Гаевский, Гжегож Калета и Мариуш Рутковский, обошла только команда СССР. В течение двух последующих лет добавил в послужной список ещё несколько золотых медалей национального первенства, в частности удерживал звание чемпиона в двойках на тысяче метрах и в четвёрках на пятистах метрах.
В 1993 году Грычко выступил на мировом первенстве в Копенгагене, где стал серебряным призёром среди байдарок-четвёрок на десяти километрах — на сей раз в финале его экипаж опередила команда Германии. Последний раз сколько-нибудь значимый результат показал в сезоне 1994 года, когда стал чемпионом Польши в четвёрках на двухстах метрах. Вскоре по окончании этих соревнований принял решение завершить карьеру профессионального спортсмена, уступив место в сборной молодым польским гребцам.